# Andria (Terenz)

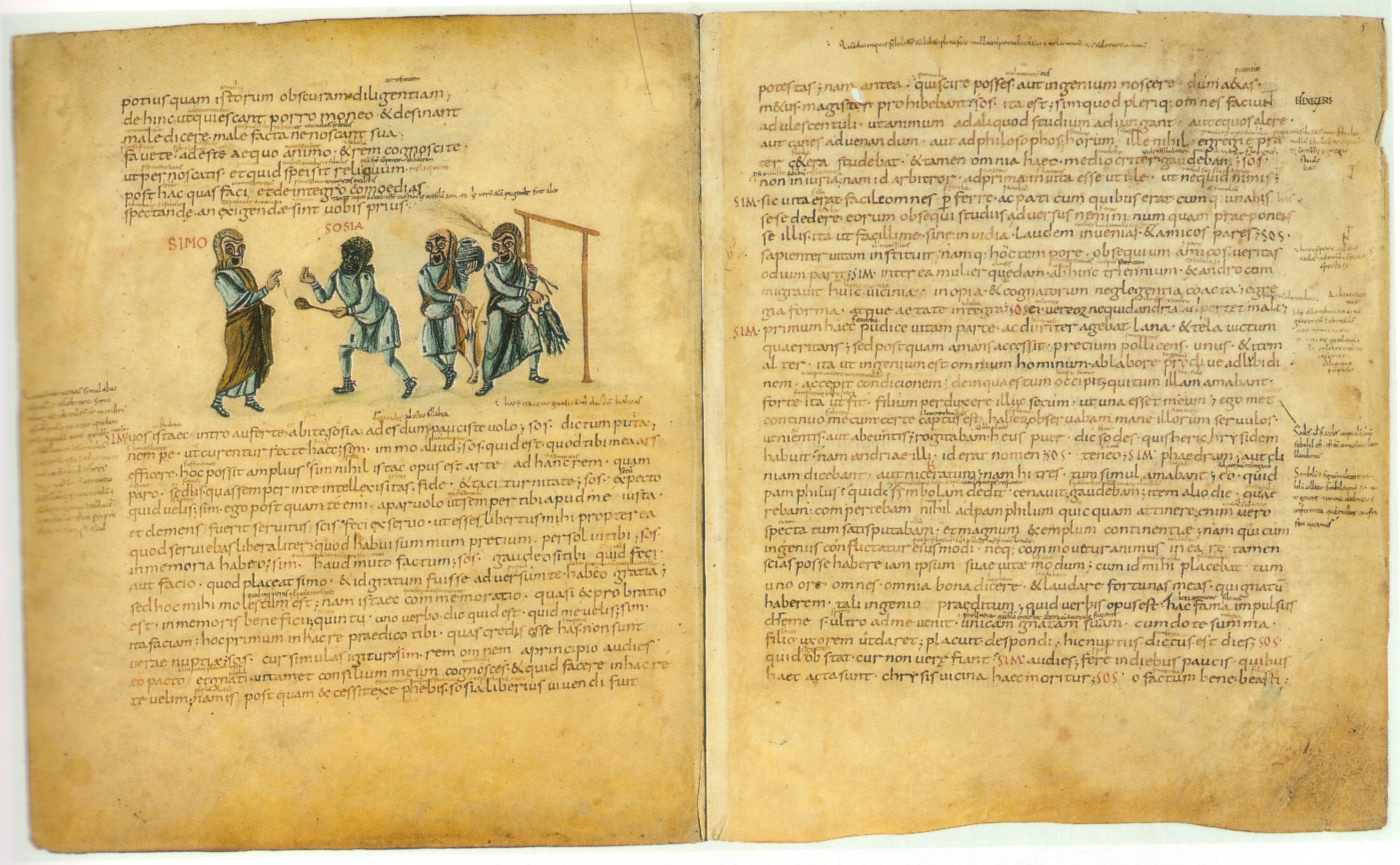
Karolingische Miniatur zu Andria; erste Szene mit Simo, Sosia und Sklaven, Vatikanische Apostolische Bibliothek, Cod. Vat. lat. 3868 fol. 4v/5r

Andria (altgriechisch Άνδρία, „das Mädchen von Andros“) ist die erste Komödie des römischen Dichters Terenz (Publius Terentius Afer). Sie wurde vor 168 v. Chr. geschrieben und 166 v. Chr. aufgeführt.

## Personen – Dramatis Personae

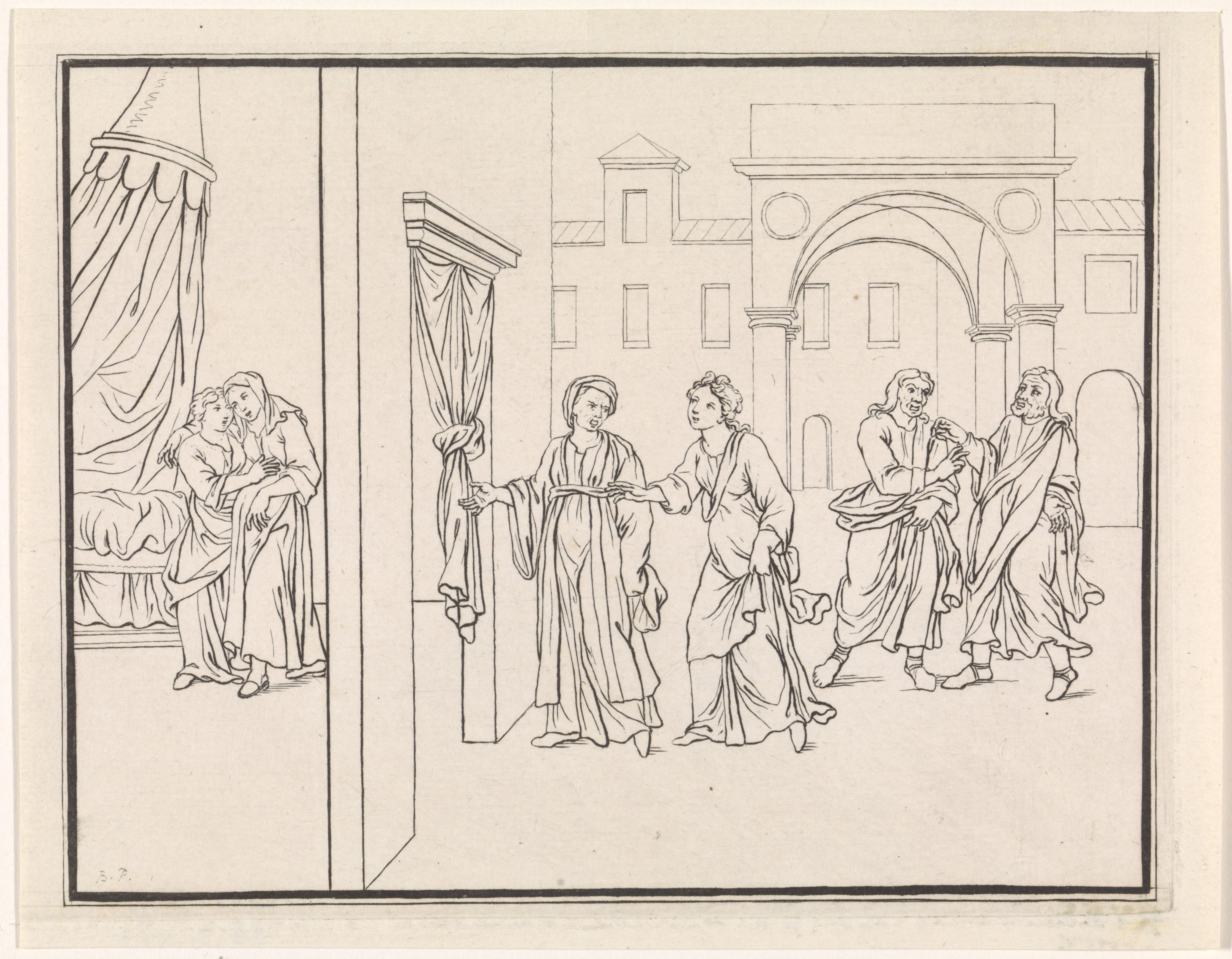
Szene aus der Andria von Terenz

- Simo, Bürger von Athen
- Chremes, sein Freund
- Crito, Bürger von Athen
- Pamphilus, Sohn des Simo
- Charinus, sein Freund
- Glycerium, Freundin des Pamphilus
- Sosia, Freigelassener des Simo
- Davos und Dromo, Sklaven des Simo
- Byrria, Sklave des Charinus
- Mysis, Sklavin der Glycerium
- Lesbia, Hebamme
- Sänger
- Sklavinnen und Sklaven

Ort der Handlung: Athen

## Inhalt

### Prolog
Da im Prolog keinerlei inhaltlichen auf die Geschichte bezogenen Gedanken vorgetragen werden, ist der Prolog bei den literarischen Vorbildern abgehandelt.

### Akt I

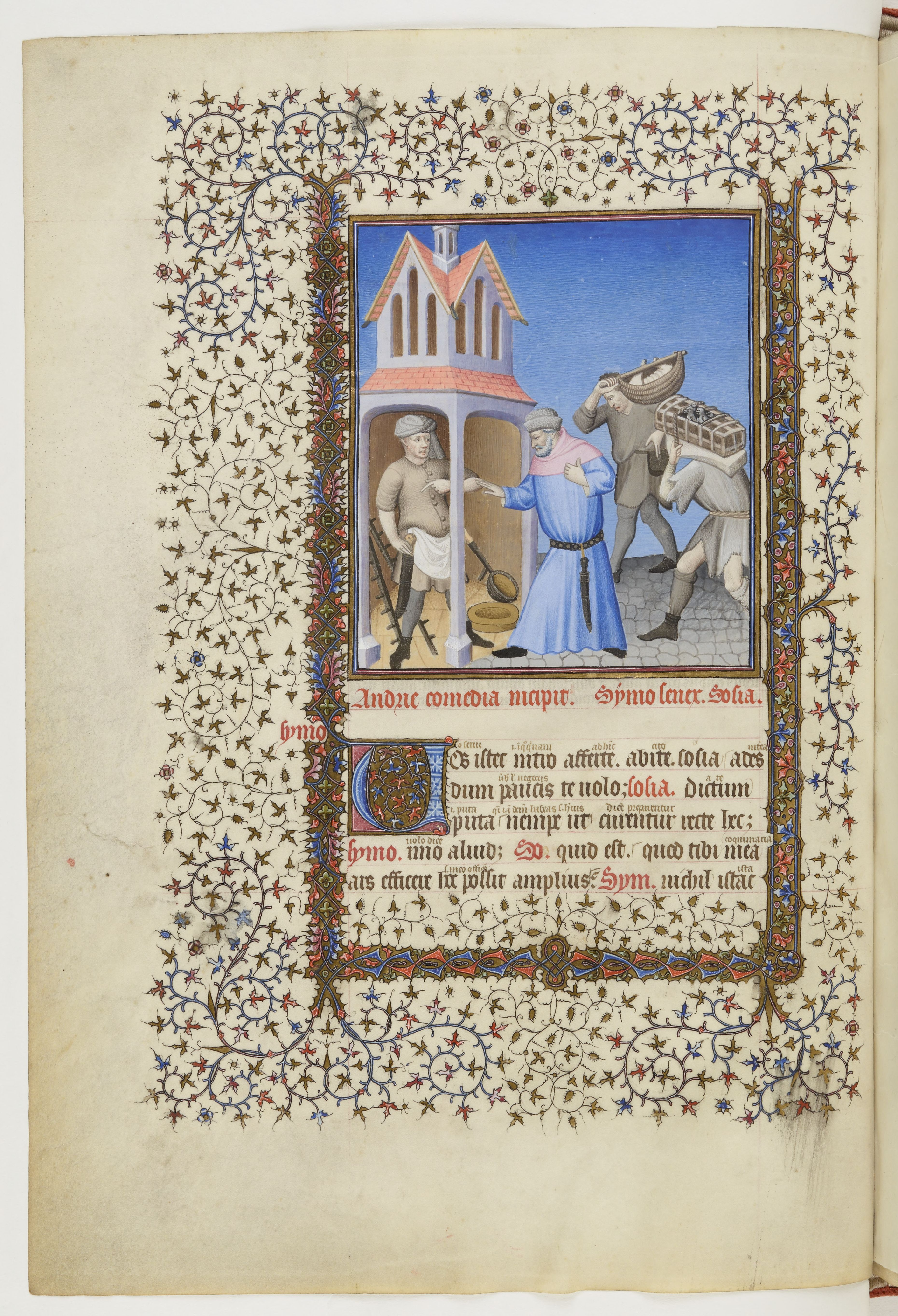
Terenz, Andria, Akt 1, Scene 1: Sosias, Simo und Sklaven. Miniatur im Ms. 664, Bibliothèque de l’Arsenal, Paris fol. 4v, um 1411

An einer Straße Athens stehen nebeneinander die Häuser Simos und das der Glycerium aus Andros. Die Straße führt vom Marktplatz zum Hafen. Simo und Sosia kommen mit zwei bepackten Sklaven. Während die Sklaven die Einkäufe ins Haus bringen, spricht Simo mit Sosia, seinem Freigelassenen. Er solle ihm helfen bei einer für seinen Sohn gedachten Intrige. Er habe zum Schein eine Hochzeit für ihn eingefädelt, um ihm eine Lehre zu erteilen. Er habe festgestellt, dass Pamphilus eine Freundin habe, nämlich besagte Andria, die Schwester der Chrysis aus der Nachbarschaft. Deshalb wolle er ihn scheinbar vor vollendete Verhältnisse stellen, dass er heiraten müsse. Verweigerte er die Hochzeit, so müsse er bestraft werden. Dabei solle ihm Sosia helfen, der auch zustimmt. Als Pamphilus‘ Vertrauter, der Sklave Davos, aus dem Haus kommt, beginnt er den Täuschungsakt weiterzuentwickeln. Er warnt ihn davor, Pamphilus zu helfen, die Hochzeit noch abzuwenden. Damit hat er die Neugier Davos‘ geweckt, der daraufhin sofort Pamphilus auf dem Markt sucht.
Mysis tritt aus Glyceriums Haus und schreit ins Haus, dass sie den Auftrag verstanden habe und nun die Hebamme suchen gehe. Die Wehen haben bei Glycerium eingesetzt. Als Pamphilus sich nähert, bemerkt er sie nicht sofort und spricht vor sich hin, dass er verloren sei, wenn er heute auf Befehl des Vaters heiraten soll. Mysis, entsetzt, macht auf sich aufmerksam, so dass Pamphilus sie bemerkt und anspricht. Sie drängt ihn durch Fragen zu bekennen, dass er bei der in den Wehen liegenden Glycerium bleibt. Pamphilus zeigt sich entschlossen, sein Glycerium gegebenes Versprechen zu halten, ihr treu zu sein und die Hochzeit auszuschlagen. Mysis geht beruhigt die Hebamme holen.

### Akt II
Während Pamphilus sich im Hintergrund hält, treten sein Freund Charinus und dessen Sklave Byrria auf. Charinus wird nervös, als ihm Byrria das Gerücht von Pamphilus‘ Hochzeit mitteilt, denn er ist heimlich in Chremes’ Tochter Philumena verliebt. Daher will er Pamphilus, den er schließlich entdeckt, die angebliche Hochzeit mit Chremes’ Tochter ausreden. Pamphilus kann Charinus beruhigen, dass er gar nicht heiraten möchte. Allerdings muss Charinus tätig werden und seine Wünsche Chremes offenbaren. Pamphilus sucht den Rat Davos‘, der seine Rolle als Berater sichtlich genießt. Er kann mit neuen Informationen aufwarten, nach denen gar keine Hochzeit vorbereitet wurde. Er war daher zum Haus des Chremes gegangen, das auch nicht den Eindruck einer kommenden Hochzeit machte, was ein Sklave bestätigte. Charinus ist beruhigt und will seine Werbung um Philumena betreiben. Davos rät jetzt Pamphilus zur Torpedierung von Simos Absichten, seine Einwilligung zur Hochzeit offensiv zu vertreten. Wenn er Gehorsam heuchle, habe der Vater kein Recht, ihm zu zürnen. Allerdings dürfe Glycerium nicht davon erfahren, betont Pamphilus.
Als sein Vater zurückkehrt, akzeptiert er zur Überraschung des Vaters die Hochzeit und begibt sich ins Haus. Allerdings hatte Byrria, Charinus’ Sklave, mithören können und will auch sofort Charinus suchen. Simo wird daraufhin von Davos mit seinen knauserigen Hochzeitsvorbereitungen aufgezogen.

### Akt III
Mysis und die Hebamme Lesbia treten aus dem Nachbarhaus: sie loben einhellig Pamphilus für sein anständiges Verhalten Glycerium gegenüber und gehen wieder ins Haus. Simo traut seinen Ohren nicht, Davos sieht seine Pläne in Schwierigkeiten, während Simo einen Betrug feststellt. Die Hebamme kehrt zurück und ihre Worte lassen erkennen, dass ein Kind mittlerweile geboren wurde bei guter Gesundheit von Mutter und Kind. Simo interpretiert aber die Worte als Teil des Betrugs, den Davos angestoßen habe. Er, Simo, solle nur glauben, dass ein Kind geboren wäre und die Hochzeit deshalb nicht stattfinden könne. Er lässt sich nicht vom Gegenteil überzeugen. Davos geht ins Haus und Simo sieht Chremes sich nähern. Beide sind froh den anderen zu sehen, um ihre Fragen zu klären. Chremes fragt Simo, wieso Leute ihn fragten, ob seine Tochter heute Pamphilus heiraten würde. Simo bittet Chremes nochmals, die Hochzeit zu feiern, was Chremes wieder verweigert. Simo setzt nach und verweist darauf, dass Pamphilus und Glycerium sich heftig zerstritten hätten. Chremes bleibt skeptisch und beginnt sich zu besinnen. Schließlich stellt er die Frage nach dem Gewährsmann des Streits. Davos wird genannt und schon kommt er aus dem Haus. Davos fragt Simo, wo denn die Braut sei. All dies verstärkt das Vertrauen des Simo in Davos, so dass er ihm anvertraut, dass die Hochzeit von ihm nur als List erfunden worden war, um Pamphilus und Davos zu prüfen. Als sich herausstellt, dass Simo und Chremes gerade tatsächlich über eine Hochzeit gesprochen hatten, scheint Davos’ Plan geplatzt. Chremes macht sich auf und will seine Tochter zur Hochzeit abholen. Simo ist zufrieden und sucht seinen Sohn. Der stürzt aus dem Haus und beschimpft Davos.

### Akt IV
Obendrein kommt Charinus hinzu und ist auch außer sich, weil er sein Vertrauen in Pamphilus missbraucht sieht. Er glaubt, dass Pamphilus sich auch um die Tochter Chremes‘ bemühte. Mühsam kann er ihm erklären, dass sein Einverständnis zur Hochzeit nur auf einem Rat Davos‘ beruhte, um den Vater ruhig zu stellen. Davos gibt zu, dass der Plan vorerst gescheitert sei, er aber weiter nach einem Ausweg suche.

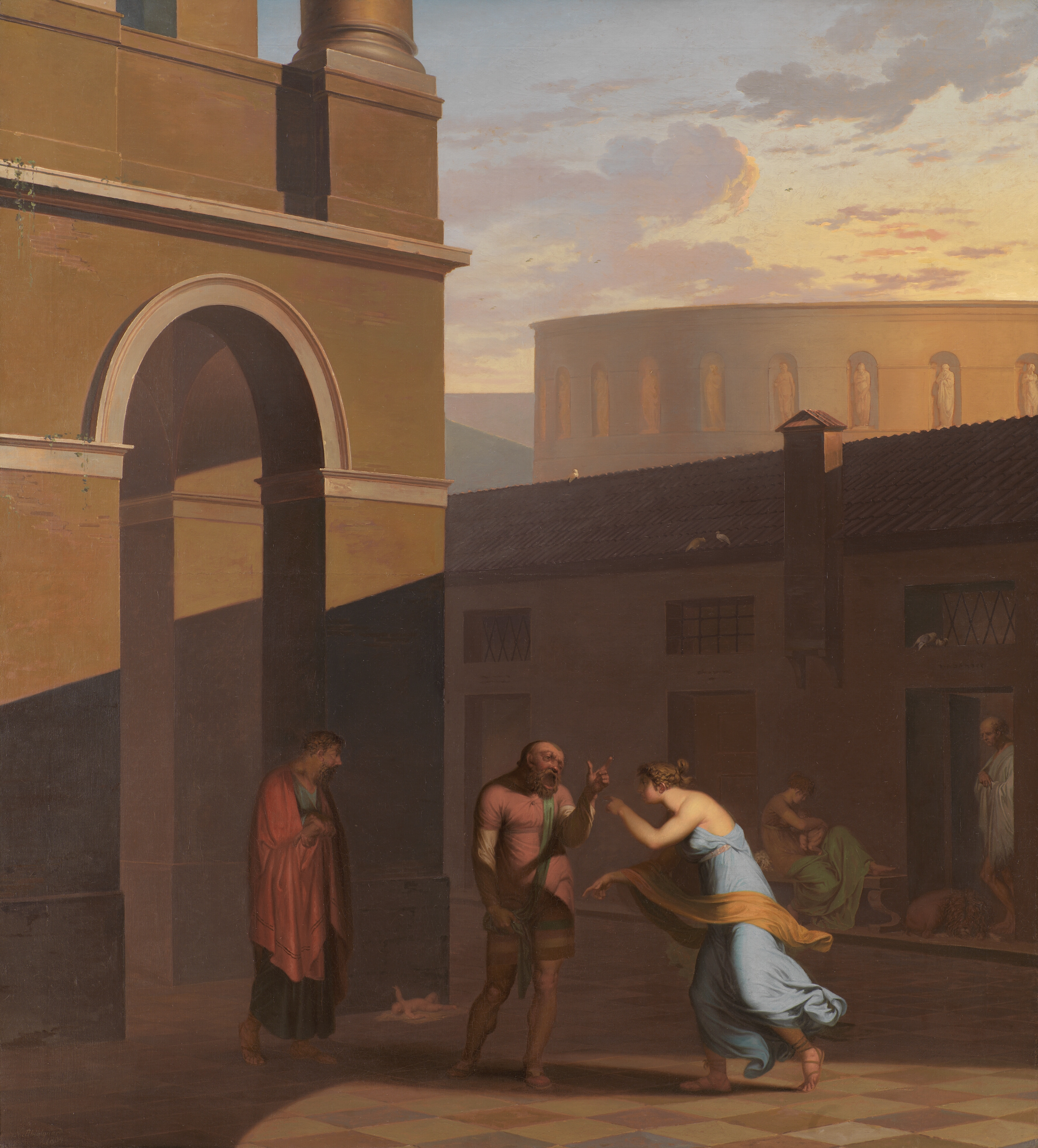
Davos und Mysis. Gemälde von Nicolai Abildgaard (1804)

Als Pamphilus von Mysis zu Glycerium gerufen wird, entwickelt Davos einen neuen Plan, während Charinus nach Hause geht. Davos betritt plötzlich das Haus der Glycerium, bleibt eine Weile dort und kommt mit dem Baby auf dem Arm zurück. Mysis ist entsetzt, aber Davos fordert sie auf, das Kind auf die Türschwelle des Simo zu legen. Widerstrebend tut sie es, ohne es zu verstehen. Doch die Reaktion des näher tretenden Chremes öffnet ihr die Augen. Ahnungsvoll fragt er nach dem Baby, Davos tut überrascht und fordert von Mysis Aufklärung. Mysis durchschaut die List des Davos nicht, antwortet aber in seinem Sinne auf die gestellten Fragen. Pamphilus sei der Vater, was Chremes wieder die Hochzeit ablehnen lässt und sofort Simo sucht, um die Hochzeit abzusagen. Davos ist zufrieden.
Mit Critos Auftritt, der von Andros wegen Chrysis‘ Tod angereist ist, geht das Stück in die Endphase. Mysis ist beruhigt eine vertraute Person aus Andros zu sehen und Crito erkundigt sich anteilnehmend nach Glycerium. Er fragt direkt, ob Glycerium ihre Eltern gefunden habe. Als er negativ beschieden wird, möchte er sie schnell sehen und geht mit Mysis ins Haus. Davos folgt ihnen.

### Akt V
In der folgenden Szene versucht Simo immer noch, Chremes sein Einverständnis zur Hochzeit abzuringen, bis ein sichtlich zufriedener Davos aus dem Haus tritt. Er berichtet, alles sei für die Hochzeit angerichtet. Simo bleibt skeptisch, erst recht, als er erfährt, dass auch Pamphilus bei Glycerium war. Als Davos erzählt, durch die Ankunft eines älteren Herrn sei alles verändert und Glycerium habe sogar das attische Bürgerrecht, platzt Simo der Kragen, ruft seinen Sklaven Dromo und lässt Davos von ihm zur Züchtigung ins Haus bringen. Simo lässt sich auch von seinem Freund Chremes nicht beruhigen, als Pamphilus erscheint, den sofort der Ärger des Vaters trifft. Er handele gegen die Sitte, wenn er sich neben einer Ehefrau auch noch eine Geliebte halte. Simo lässt Pamphilus nicht zu Wort kommen, bis Chremes eingreift. Pamphilus bekennt seine unerschütterliche Liebe zu Glycerium und verwahrt sich dagegen, der Fremdling sei von ihm bestellt. Der solle selbst sprechen und er holt ihn.
Chremes und Crito kennen sich, doch Simo bleibt zuerst störrisch und ablehnend und wähnt sich weiter betrogen, bis Crito durch seine Erzählung alles aufklärt: Ein attischer Bürger habe zusammen mit einem kleinen Mädchen vor Jahren Schiffbruch vor Andros erlitten und sei mit dem Kind von einem Verwandten des Crito aufgenommen wurden, später verstorben. Es stellt sich heraus, dass sein Name Phania und die Kleine seine Nichte gewesen sei. Zu seiner größten Freude erkennt Chremes, dass Glycerium somit seine Tochter sei, da Phania sein Bruder war. Nachdem der eigentliche Name Pasibula auch noch stimmt, ist die Freude allgemein und Chremes will zusammen mit Crito seine Tochter sehen. Davos, von Simo aus seiner Not befreit, wird von Pamphilus über die glückliche Wendung informiert. Auch Charinus erscheint wieder und bittet Pamphilus um gewogene Vermittlung bei Chremes. Beide gehen ins Haus, um mit ihm zu reden. Bleibt nur Davos, der sich zum Schluss ans Publikum wendet. Zu warten sei nicht mehr nötig, da der glückliche Schluss im Haus vollzogen würde.
Ein anderer Schluss zeigt auch das glückliche Ende für Charinus durch ein Hochzeitseinverständnis mit Chremes.

## Literarische Vorbilder

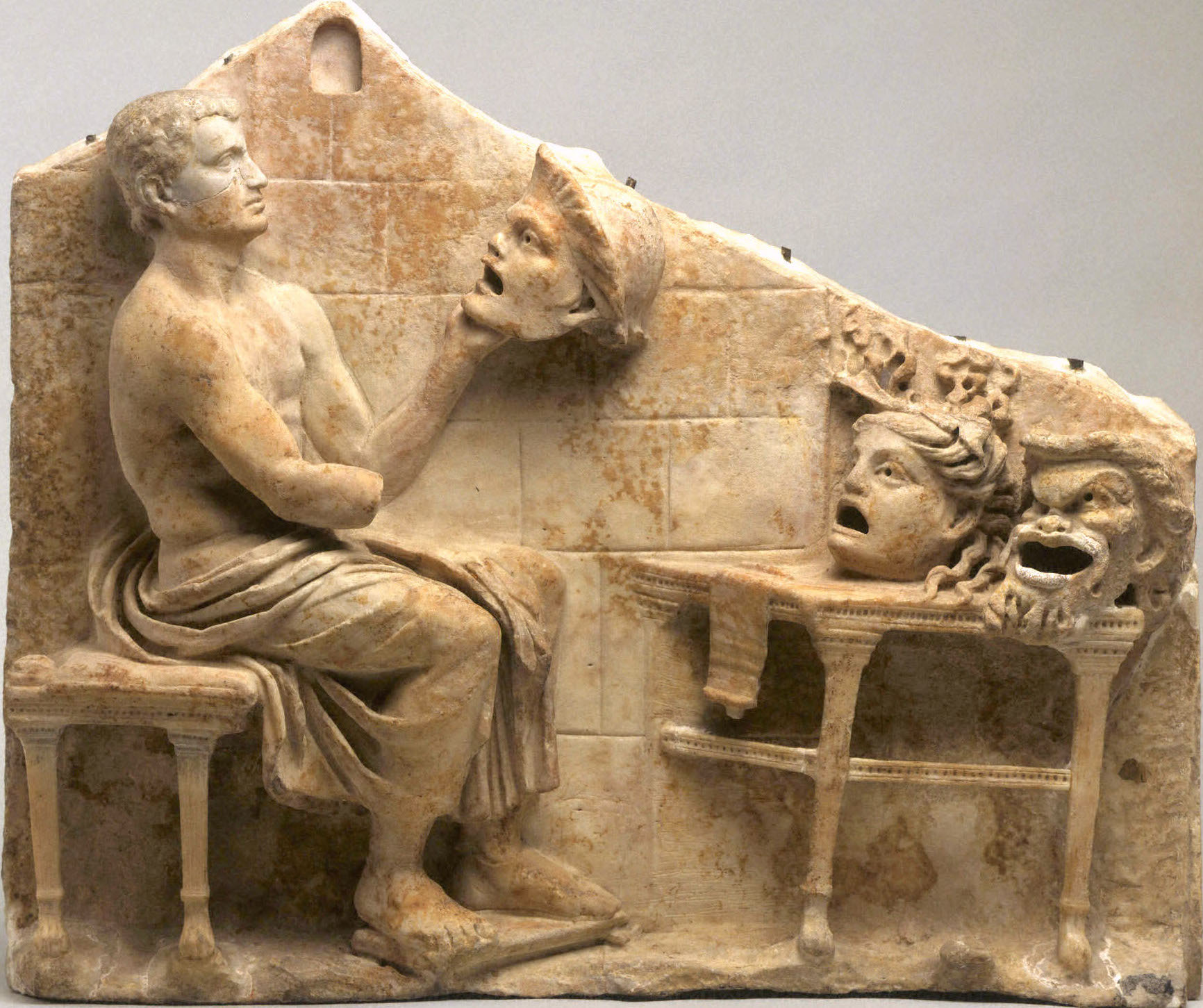
Menander und Theatermasken, Princeton Art Museum

Andria bedeutet das Mädchen von Andros. Terenz hat sich das gleichnamige Stück von Menander, dem Vertreter der Neuen Komödie, zum Vorbild genommen, aber auch Teile der Perinthia („Das Mädchen von Perinthos“) des Menander verwendet. Damit ist ein wichtiges Problem angesprochen: das der künstlerischen Selbstständigkeit. Gaius Iulius Caesar kritisiert ihn später als „halben Menander“. Terenz geht damit offen um und verweist im Prolog auf seine Quellen. Da es sich sogar um zwei Stücke desselben Autor handelte, sei es ganz besonders angeraten, geeignet scheinende Partien in den Text einzupflegen. Der terenzische Prolog wird hier das erste Mal als Raum für literarische Polemik genutzt. Ansonsten zeigt die Andria, dass es Terenz in seinen Komödien ganz besonders um Geschlossenheit der Handlung ging. Tatsächlich lobt ein literarischer Großmeister wie Marcus Tullius Cicero auch seinen Stil. Während die Originale von Menander durch die attische Umgangssprache geprägt sind, verwendet Terenz den gehobenen Konversationsstil einer durch die griechische Literatur gebildeten Gesellschaft. Wir finden bei Terenz unterhaltende Intrigenstücke, die im Rahmen der Familie ausgetragen werden. Derbe Komik wie bei Plautus wird nicht gesucht, sondern eher eine gedämpfte Grundatmosphäre.

## Aufführung
Als Terenz Andria, sein erstes Stück, zur Aufführung bringen wollte, dauerte es zwei Jahre, bis das Stück die Zulassung des zuständigen Ädilen errang. Bei der Einreichung durch den Schauspieldirektor Lucius Ambivius Turpio erhielt Terenz die Auflage, das Stück erst dem bekannten Theaterautor Caecilius Statius vorzulegen. Obgleich er sehr angetan von der literarischen Leistung war, dauerte es bis 166 v. Chr., bis das Stück aufgeführt werden konnte. Caecilius Statius war mittlerweile verstorben, aber andere Vorbehalte, von denen Terenz im Prolog offen spricht, scheinen die Aufführung verhindert zu haben: er entkräftete die vorgebrachten Mäkeleien und verwies auf seine Vorbilder Quintus Ennius, Gnaeus Naevius und Plautus, die ebenso gearbeitet hätten.
Anlässlich der Spiele zu Ehren der Großen Mutter unter den Ädilen Marcus Fulvius und Manius Glabrio wurde die Andria schließlich 166 v. Chr. aufgeführt. Donatus spricht von einem „ermutigenden Gelingen“ der ersten Aufführung. Scheinbar hat sich das Publikum durchaus anerkennend geäußert. Man darf bei der Beurteilung der Publikumsreaktion nicht vergessen, dass Terenz einen ganz anderen Komödienstil als zum Beispiel Plautus bevorzugte: gedämpfter statt derber Humor und weniger Gesangseinlagen stellten andere Anforderungen an das Publikum. So schuf Terenz „einen unverwechselbaren Typ des Lustspiels […] gewiss, eine Variante nur der griechischen Neuen Komödie, dennoch eine mit individueller und ausdrucksstark verallgemeinernder Schöpferkraft gestaltete“(Dietrich Ebener).

## Rezeption

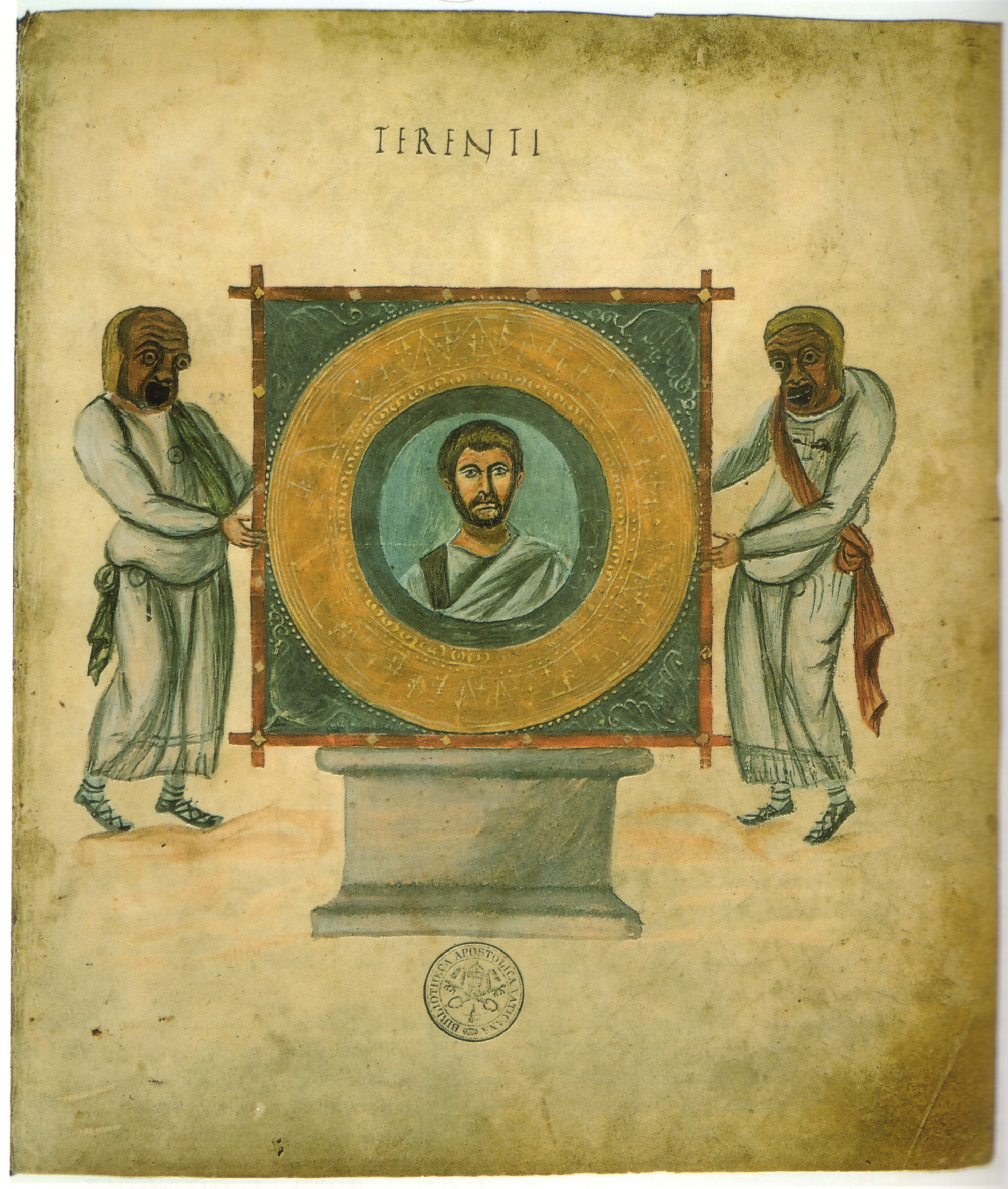
Der vatikanische Terenz, Bibliotheca Apostolica Vaticana, cod. lat. 3868, fol. 2 r

Mit Vergil, Cicero und Sallust gehörte er zur von Cassiodor so genannten quadriga Messi, zu den vier wichtigsten Schulautoren der Spätantike. Auf dem Theater konnte man Terenz nicht mehr bewundern. Für lange Zeit hatten ernsthafte Theateraufführungen keinen Platz mehr im römischen Unterhaltungswesen. Einfachere Formen bestimmten die jeweilige Mode. Die Texte aber behielten ihre Bedeutung. Vom 4. bis 10. Jahrhundert wurde Terenz immer wieder abgeschrieben, auch weil man in manchen Figuren christliche Werte verkörpert sah. Während der Renaissance und Humanismus stand Terenz besonders im Lichte der Bildung und Forschung. Francesco Petrarca schrieb einen Essay über sein Leben. Und wieder wurde Terenz im Schulunterricht gern gelesen. Auch Schüleraufführungen sind in Italien und England sehr beliebt. Lope de Vega in Spanien, Molière in Frankreich und William Shakespeare in England sind bei ihren Komödien allerdings eher von Plautus inspiriert worden. Gotthold Ephraim Lessing konnte in seiner Hamburgischen Dramaturgie treffende Interpretationen und Charakterisierungen erarbeiten und Heinrich von Kleist kannte seinen Terenz auch.

## Textausgaben
Siehe auch die Sammel- und Gesamtausgaben, die im Artikel zu Terenz aufgeführt sind.
- P. Terenti Afri, comoediae. E. Kauer, W. M. Lindsay, O. Skutsch (Hrsg.), Oxford 1979 (repr.).
- P. Terenti Afri, comoediae. S. Prete (Hrsg.), Heidelberg 1954.
- Terenz, Werke. Dietrich Ebener (Hrsg.), Aufbau-Verlag, Berlin und Weimar 1988, ISBN 3-351-00436-2.